# Gunung Tua Julu (Batang Onang)
Gunung Tua Julu is een bestuurslaag in het regentschap Padang Lawas Utara van de provincie Noord-Sumatra, Indonesië. Gunung Tua Julu telt 847 inwoners (volkstelling 2010).